# 2016년 칠로에 지진
2016년 12월 25일 오전 10시 22분 잠정적인 규모 7.7의 지진이 칠레 남부 푸에르토몬트 남서쪽으로 225km 떨어진 곳에서 발생하였다. 이 지진으로 인해 진앙으로부터 1,000km 내의 해안 지역에 쓰나미 주의가 내려졌다. 지진으로 칠로에섬 일대 시설물이 파괴되었으나, 해당 지역의 인구 밀도가 낮아 인명피해는 발생하지 않았다.

## 같이 보기
- 2016년 지진
- 칠레의 지진 목록